# Іваниця (Роменський район)
Іва́ниця — село в Україні, у Роменському районі Сумської області. Населення становить 429 осіб. Входить до складу Недригайлівської селищної громади.

## Географія
Іваниця знаходиться на правому березі річки Терн, вище за течією на відстані 1 км розташоване село Городище, нижче за течією на відстані 4 км розташоване село Великі Будки, на протилежному березі — село Деркачівка. По селу протікає пересихаючий струмок з загатою.

## Історія
Село згадується у грамоті 1633 р., якою Щенсни Вессель, хорунжий новгород-сіверський, шляхтич, підтвердив введення Адама Казановського, коронного стольника, старости борисівського, у володіння містом Румно (Ромни) та пустими городищами: Дригайлово на річці Сула, Іваницьке на річці Терн та лісові масиви на річці Хорол.
Село постраждало внаслідок геноциду українського народу, проведеного урядом СРСР в 1932—1933 роках.
До 2016 року орган місцевого самоврядування — Іваницька сільська рада.
12 червня 2020 року, відповідно до розпорядження Кабінету Міністрів України № 723-р «Про визначення адміністративних центрів та затвердження територій територіальних громад Сумської області», село увійшло до складу Недригайлівської селищної громади.
19 липня 2020 року, в результаті адміністративно-територіальної реформи та ліквідації Недригайлівського району, село увійшло до складу новоутвореного  Роменського району.

## Політика

### Парламентські вибори, 2019
На позачергових парламентських виборах 2019 року у селі функціонувала окрема виборча дільниця № 590374, розташована у приміщенні школи.
Результати
- зареєстровано 263 виборці, явка 69,58%, найбільше голосів віддано за «Слугу народу» — 32,60%, за Радикальну партію Олега Ляшка — 22,10%, за Всеукраїнське об'єднання «Батьківщина» — 16,57%[5]. В одномандатному окрузі найбільше голосів отримав Анатолій Кобзаренко (самовисування) — 33,52%, за Максима Гузенка (Слуга народу) — 25,27%, за Віктора Ладуху (Всеукраїнське об'єднання «Батьківщина») — 12,64%[6].

## Населення

### Мова
Розподіл населення за рідною мовою за даними перепису 2001 року:
| Мова       | Кількість | Відсоток |
| ---------- | --------- | -------- |
| українська | 424       | 98.83%   |
| російська  | 4         | 0.94%    |
| угорська   | 1         | 0.23%    |
| Усього     | 429       | 100%     |

## Пам'ятки
- Група братських могил[d] (3) партизанів та радянських воїнів і пам'ятник воїнам-землякам;